# Tour de Flandes 1945
El Tour de Flandes 1945, la 29ª edición de esta clásica ciclista belga. Se disputó el 10 de junio de 1945.
El ganador fue el belga Sylvain Grysolle, que se impuso en solitario en la llegada a Wetteren. Los también belgas Albert Sercu y Jef Moerenhout acabaron segundo y tercero respectivamente. 

## Clasificación General
| Posición | Ciclista                  | Equipo         | Tiempo     |
| -------- | ------------------------- | -------------- | ---------- |
| 1        | Sylvain Grysolle          |                | 6h 21' 00" |
| 2        | Albert Sercu              | Dilecta-Wolber | + 15"      |
| 3        | Jef Moerenhout            | Dilecta-Wolber | m. t.      |
| 4        | Martin van den Broeck     |                | m. t.      |
| 5        | Arthur Mommerency         |                | m. t.      |
| 6        | Ward Van Dijck            |                | m. t.      |
| 7        | Eugeen Jacobs             |                | m. t.      |
| 8        | Odiel Van den Meersschaut |                | m. t.      |
| 9        | Robert Van Eenaeme        |                | m. t.      |
| 10       | Emiel Faignaert           | Groene Leeuw   | m. t.      |